# Női meddőség
A női meddőség jelentheti egyrészt azt, hogy egy nő biológiailag nem képes megtermékenyülni, másrészt vonatkozhat azon nők állapotára is, akik képtelenek végigvinni egy terhességet a szülésig.

## Okok
A női terméketlenséggel kapcsolatos tényezők a következők:

### Általános tényezők
Az American Society for Reproductive Medicine (ASRM) szerint a kor, a dohányzás a nemi úton terjedő betegségek és a túlsúly, illetve a kóros soványság mind befolyásolhatják a termékenységet.

#### Kor
A termékenység 27 éves kor után kezd csökkenni, majd 35 éves kor fölött rohamosan romlik a teherbe esés esélye. Ez a petefészek kapacitás egy átlagos 30 éves nőnél 12%, míg ez a szám a negyvenedik életévnél már csak 3%. A petefészek kapacitás önmagában a kor miatt 81%-os változást mutat, ezért a terméketlenség legfőbb okának a kor számít.
Egy Központi Statisztikai Hivatal által készített tanulmány szerint a 30 éves korú nők között a meddők arány 7-12%, a 35 éveseknél ez a szám 13-22%-ra növekszik, s 40 éves korukban a meddő nők aránya már 24-46%-ra tehető.
Korral kapcsolatos kérdéseknél mindenképp érdemes kikérni egy (endokrinológus) véleményét. Azon nőknek, akik teherbe szeretnének esni, 35 éves kor alatt egy év, afölött fél év védekezés nélküli, eredménytelen közösülés után érdemes szakemberhez fordulni.

#### Dohányzás
A dohányzás roncsolja a petefészket és a károsodás mértéke nagyban függ attól, hogy a nő mennyi ideig és milyen mértékben dohányzik. A nikotin és az egyéb káros kémiai anyagok a cigarettában megzavarják a test ösztrogén-termelő képességét. Ez a hormon szabályozza a petefészek működését és az ovulációt. Továbbá a dohányzás károsan hat a peték kialakulására, az embrió beágyazódására és a méh vérellátására.  Ezek közül néhány hatás megfordíthatatlan, bár a dohányzásról való leszokás megelőzheti a további károsodást. A dohányosok 60%-kal nagyobb arányban lehetnek meddők, mint a nemdohányosok. Dohányzás esetén az IVF élveszületési eredményessége 34%-kal csökken és 30%-kal nő a vetélés kockázata.

#### Szexuális úton terjedő betegségek
A szexuális úton terjedő betegségek a meddőség vezető okai közé tartoznak. Gyakran tünetmentesek, ami azzal a kockázattal jár, hogy nem kezelik időben és ezáltal csökken a termékenység.

#### Testsúly és táplálkozási rendellenességek
A meddőségek 12%-át a túlsúly, illetve a kóros soványság okozza. A zsírszövetek ösztrogént termelnek, amellett, hogy az elsődleges sex organs. Túl sok zsírszövet túl sok ösztrogént termel, s erre a test úgy reagál, mint egy természetes születés-szabályozás, lecsökkenti a teherbe esés esélyét. A nagyon kevés zsírszövet eredményeként nagyon kevés ösztrogén termelődik, ami zavart okozhat a menstruációs ciklusban. Mind a túlsúlyos, mind a túl sovány nők esetében szabálytalan a menstruációs ciklus, ami miatt az ovuláció vagy szabálytalan, vagy be sem következik. A helyes táplálkozás már a fiatal korban is sokat számít a későbbi termékenység szempontjából.
Egy amerikai tanulmány kimutatta, hogy a meddő nők körülbelül 20%-a küzdött, vagy küzd táplálkozási rendellenességgel, ami ötször magasabb arány, mint az a normál életben előfordul.
Egy 2010-es cikk megállapítja, hogy a túlsúlyos meddő nők esetében a sikeres kezelés valószínűsége csökken és a terhesség szövődményekkel és magasabb költséggel járhat. Egy feltételezett 1000 fős csoportban, mely meddőségi kezelés alatt áll, a tanulmány körülbelül 800 élveszületéssel számol a normál testsúlyú, rendszertelen ovulációval rendelkező nők körében, míg a túlsúlyos nőknél ez a szám csak 690. Normál ovuláció esetén ez a szám 700 normál testsúlynál és csak 550 túlsúlynál. Az egy élveszületésre eső költség 54-100%-kal magasabb a normál ovulációval rendelkező túlsúlyos nőknél, mint normál testsúllyal rendelkező társaiknál, s ez az arány rendszertelen ovuláció esetén is 44-70%.

#### Egyéb általános tényezők
A kemoterápia óriási kockázatot jelent a nemzőképességre. A tüsző szám (AFC) már három kemoterápiás kezeléssorozat után csökken, míg a tüszőérés-serkentő hormon (FSH) négy kezeléssorozat után a menopauza szintjére süllyed. A kemoterápiánál fellépő egyéb hormonális változások közé tartozik még az inhibin-B és az Anti-Müller hormon szintjének csökkenése is.
- Jelentős máj-, vagy vese-elégtelenség
- Trombofília[17][18]

### Hipotalamusz-hipofízis tényezők
- A hipotalamusz betegségei
- Hiperprolaktinémia[19]

### Petefészek
- Policisztás ovárium szindróma (PCOS)[20]
- Anovuláció
- Csökkent petefészek-működés
- Korai menopauza (POF)[21]
- Menopauza
- Luteális működési zavar[22]
- Kromoszóma-rendellenesség (Turner-szindróma)
- Petefészek-rák

### Petevezeték
- Endometriózis[23]
- Kismedencei összenövések
- Medence gyulladás (sokszor chlamydia okozza)[24]
- Petevezeték elzáródás[25]
- Petevezeték működési zavar

### Méh
- Méh rendellenesség[26]
- Méhfibróma (leiomyoma)
- Asherman-szindróma[27]

### Méhnyak
- Méhnyak-szűkület[28]
- Immunulógiai összeférhetetlenség[29]
- Nem fogékony méhnyak-nyák[30]

### Hüvely
- Hüvelygörcs
- Vagina obstrukció

### Genetikus tényezők
- Különféle interszexuális okok, mint például az androgén inszenzitivitási szindróma
- Az MRKH, vagy más néven Mayer-Rokitansky-Küster-Hauser szindróma, egy olyan állapot, melynek elsődleges feltétele az amenorrhea és a fejletlen méh. Az MRKH által érintett személyek biológiailag nők, és becslések szerint 5000-ből egy esetben fordul elő ez a szindróma.[31]
- Turner-szindróma

## Diagnózis
A meddőség diagnózisa a kórtörténettel és fizikális vizsgálatokkal kezdődik. Az orvos ezenfelül előírhat további vizsgálatokat is:
- laborvizsgálatok
  - hormonszint mérése a menstruációs ciklus különböző időpontjain
  - az FSH és az ösztrogén-szint vizsgálata[32]
  - a pajzsmirigy vizsgálata[33]
  - a ciklus második felében mért progeszteron-szint segít megállapítani az ovuláció időpontját
- további vizsgálatok
  - ultrahangos ciklusmonitorozás: az ovuláció várható időpontjának meghatározására
  - postcoitalis teszt (PCT): 4-6 órával a közösülés után mennyi spermium található a cervixben
  - hiszteroszkópia: méhüreg tükrözés
  - laparoszkópia: hasüreg/medenceüreg tükrözés[34]
  - citológiai vizsgálat: a lehetséges fertőzések ellenőrzésére
  - speciális Röntgen-vizsgálatok (például HSG, CT)

Ezeket a vizsgálatokat és a későbbi kezeléseket mindenképp érdemes endokrinológussal (TVS, HSG, PCT, VPE, laparoscopia/hysteroscopia endokrinologussal ???) végeztetni. Fontos megjegyezni, hogy ezeket az eljárásokat és betegségeket egy általános háziorvos, vagy szülész-nőgyógyász nem kell (???), hogy ismerje. A meddőségi szakemberek elsődleges feladata, hogy hozzásegítsenek a terhességhez, illetve megtalálják azokat a problémákat, amik a vetélések hátterében állnak.

## Megelőzés
Néhány esetben a nőknél előforduló meddőség megelőzhető a következőkkel:
- Egészséges életmód.  A túlzásba vitt edzés, a koffein a cigaretta és az alkohol túlzott fogyasztása csökkenti a teherbe esés esélyét. A jól kiegyensúlyozott, tápláló étrend sok gyümölccsel, zöldséggel (a sok bennük található folsav miatt) és a normál testsúly fenntartása összekapcsolható a jobb termékenységi kilátásokkal.[35]
- A meglévő betegségek kezelése, illetve a lehetséges fertőzések megelőzése. A krónikus betegségek, mint például a cukorbetegség, vagy a pajzsmirigy-problémák felismerése és kezelése javítja a nők teherbe esési esélyeit. A biztonságos szexuális élet csökkenti a szexuális úton terjedő betegségek kockázatát. Ezen fertőzések azonnali kezelése fontos ahhoz, hogy ezek minél kevesebb maradandó károsodást okozzanak. A rendszeres orvosi vizsgálatok (beleértve a citológiai vizsgálatokat is) segítenek abban, hogy a fertőzésekre és elváltozásokra időben fény derüljön.
- Korai gyermekvállalás.  A termékenység nem szűnik meg véglegesen a menopauza előtt, de 27 éves kor után lassú csökkenés figyelhető meg, mely a 35-dik életévnél hirtelen felgyorsul.[2]  Azon nők, akiknek biológiai édesanyjánál bármilyen szokatlan, fertilitással kapcsolatos rendellenességet diagnosztizáltak, különösen veszélyeztetettek bizonyos betegségekkel kapcsolatosan, mint például a korai menopauza. Ezeket könnyen meg lehet előzni azzal, hogy a pár nem odázza el a gyermekvállalást.

## Fordítás
Ez a szócikk részben vagy egészben  a   Female infertility című angol Wikipédia-szócikk ezen változatának fordításán alapul.  Az eredeti cikk szerkesztőit annak laptörténete sorolja fel. Ez a jelzés csupán a megfogalmazás eredetét és a szerzői jogokat jelzi, nem szolgál a cikkben szereplő információk forrásmegjelöléseként.